# Orde van Prins Pribina
De Orde van Prins Pribina (Duits: Fürst-Pribina-Orden) was een ridderorde van de Eerste Slowaakse Republiek in de periode 1939-1945. De republiek was in die tijd een satellietstaat van nazi-Duitsland. 
De orde werd in 1940 door de president, de antisemitische priester Mgr. Jozef Tiso ingesteld. Tiso noemde de orde naar de middeleeuwse vorst Pribina. Deze orde van verdienste kreeg de in het internationale diplomatieke verkeer gebruikelijke vijf graden en werd aan Slowaken en vreemdelingen toegekend voor militaire en burgerlijke verdienste.
Boven de vijf graden was er een keten voor staatshoofden.

## Graden
- Grootkruis
- Grootofficierskruis
- Commandeurskruis
- Officierskruis
- Ridderkruis

## Versierselen
Het kleinood was een ster met vier stralen, ieder van de vier stralen bestond uit een bundel van vier stralen. Tussen de stralen bevond zich de heuvel met het patriarchaal kruis uit het Slowaakse wapen.
In het ronde centrale medaillon was de gekroonde, naar rechts kijkende vorst afgebeeld. Het kleinood werd ook met zwaarden aan de ring toegekend.
De ster van de orde was rond met acht kleine punten. In het midden was het kleinood gelegd.  
De keten bestond uit afwisselende schakels met het symbool van de fascistische partij, de Slowaakse Volkspartij of Hlinka-Partij en afbeeldingen van de drie heuvels met het patriarchale kruis.
Na de Duitse nederlaag ging ook Slowakije ten onder. De orde verdween daarmee in 1945. In 1994 heeft het moderne Slowakije een Kruis van Pribina (Pribinov kríž) ingesteld.